# 八尋八郎
八尋 八郎（やひろ はちろう、1950年12月22日 - 2021年1月12日）は、日本の元弁護士（登録番号：17185）。

## 経歴
- 西南学院大学法学部卒業。
- 少年事件に精通の[独自研究?]弁護士として少年事件を専門とし、教育問題にも積極的に[独自研究?]取り組んでいる。
- 弟は弁護士の八尋光秀。
- 2021年1月12日肺炎のため死去。

## 著書
- 「子どもの役に立つ少年法」
- 「子どもの役にたつ教育基本法」。